# サンカクヘッド
サンカクヘッド（1986年〈昭和61年〉3月10日 - ）は、日本の漫画家。山梨県甲府市出身。男性。血液型AB型。既婚。

## 来歴・人物
漫画家になることを目指していた父に影響され、幼少の頃より漫画を描くことに目覚める。高校在学中に自身のサイトで漫画を発表していたところ、出版社の編集担当の目に留まり、スカウトされる。サラリーマン生活を送りながら、20歳くらいにて改めて漫画家を志すようになり、マッグガーデン社から読切『ハルカミサキ』でデビュー。続けて読切『ミサキハルカ』が好評により連載当初から「4巻構成でやろう」と決まっていた「月刊コミックブレイド」2008年3月号『ぽんてら』が初連載になる。
私生活では2014年5月24日に結婚を発表した。
- 好きなテレビ番組は、『水曜どうでしょう』シリーズ、『ゲームセンターCX』[7]。
- 好きな歌手は、ゆず、Mr.Children、鶴[7]など。
- 好きな映画は、『サマータイムマシン・ブルース』、『ハッピーフィート』、『クレヨンしんちゃん ヘンダーランドの大冒険』[7]など。
- 高校時代には『サクラ大戦3 〜巴里は燃えているか〜』に熱中し、特にヒロインのエリカがお気に入りだった[8]。
- 『ぽんてら』あとがきでの自画像はペンネームの通り三角形の頭部が描かれているが、自身のウェブサイトや『干物妹!うまるちゃん』あとがきでは四角形になっている。

## 作品リスト

### 漫画作品

#### 連載
- ぽんてら（『月刊コミックブレイド』2008年3月号 - 2010年6月号）
- ラノベのラ（ドラゴンマガジン付録『ちょこドラ。』vol.1〈2010年9月号〉 - vol.2〈2010年11月号〉） - 未単行本化。
- 荒くれネバーランド（『コミックバーズ』2010年9月号 - 2012年3月号）
- 学園黙示録ハイスクール・オブ・ザ・デッド（『月刊ドラゴンエイジ』2010年10月号 - 2011年4月号）
- 愛しの○○○ちゃん（『コミックリン』2011年7月号 - 9月号） - 短期集中連載、未単行本化。
- うずらコンビニエンス（『週刊少年チャンピオン』2011年39号 - 51号） - 未単行本化。
- 厨二くんを誰か止めて!（『月刊ドラゴンエイジ』2011年5月号 - 2012年12月号）
- ベン・トー△（さんかっけい）（『スーパーダッシュ&ゴー!』2011年12月号 - 2013年6月号） - 未単行本化。
- 干物妹（ひもうと）！うまるちゃん（『週刊ヤングジャンプ』2013年15号 - 2017年50号）
- メイド・イン・ひっこみゅ〜ず（『週刊ヤングジャンプ』2018年50号 - 2020年49号） - 第1部完結。
- 平成少年ダン（『週刊ヤングジャンプ』2021年49号[9] - 2023年15号[10]）
- ぼくの魔なむすめ（『ビッグコミックスピリッツ』2024年12号 - 連載中）

#### 読み切り
- ハルカミサキ（『月刊コミックブレイド』2007年4月号） - デビュー作。
- ミサキハルカ（『月刊コミックブレイド』2007年7月号）
- 『おとぎ銃士 赤ずきん』のアンソロジー寄稿作品（『おとぎ銃士 赤ずきん・アンソロジー2』2007年）
- 『ゼロの使い魔』のアンソロジー寄稿作品（『ゼロの使い魔・アンソロジー火魔法の章』2007年）
- 戦う司書と三角の漫画家（『スーパーダッシュ漫画プログラム』2011年）
- 姫と二太郎（『ジャンプ+』2021年2月6日）
- 干物妹 うまるちゃん！（『ミラクルジャンプ』2012年No.10 - No.11）
- ぼっち・ざ・ろっく飯!!（原作：はまじあき、『ぼっち・ざ・ろっく！アンソロジーコミック』4巻、2024年） - 『ぼっち・ざ・ろっく！』のアンソロジー寄稿作品。
- 干物竜！ トールちゃん（原作：クール教信者、『小林さんちのメイドラゴン 公式アンソロジー All Stars!』2巻、2025年[11]） - 『小林さんちのメイドラゴン』のアンソロジー寄稿作品。

### 書籍
- 『ぽんてら』、マッグガーデン〈ブレイドコミックス〉2008年 - 2010年、全4巻
- 『荒くれネバーランド』、幻冬舎コミックス〈バーズコミックスデラックス〉2011年 - 2012年、全2巻
- 『学園黙示録ハイスクール・オブ・ザ・デッド』、富士見書房〈ドラゴンコミックスエイジ〉2011年、全1巻
- 『厨二くんを誰か止めて!』、富士見書房〈ドラゴンコミックスエイジ〉2012年、全2巻
- 『干物妹（ひもうと）！うまるちゃん』、集英社〈ヤングジャンプ コミックス〉、全13巻
- 『メイド・イン・ひっこみゅ〜ず』、集英社〈ヤングジャンプ コミックス〉2019年 - 2021年、全7巻
- 『平成少年ダン』、集英社〈ヤングジャンプ コミックス〉2022年 - 2023年、全4巻
- 『ぼくの魔なむすめ』、小学館〈ビッグコミックス〉2024年 - 、既刊3巻（2025年6月30日現在）

### その他
- 劇場版 魔法少女まどか☆マギカ LOVE! マミ&なぎさver.（宝島社、2014年5月26日）イラスト、インタビュー）
- 終物語（テレビアニメ、2015年）第9話エンドカード

## 出演

### テレビアニメ
- 干物妹!うまるちゃん（2015年、S.K.H）